# Landkreis Südliche Weinstraße
Der Landkreis Südliche Weinstraße ist eine Gebietskörperschaft im Süden von Rheinland-Pfalz in der Metropolregion Rhein-Neckar. Der Sitz der Kreisverwaltung befindet sich in der komplett vom Landkreis umschlossenen kreisfreien Stadt Landau in der Pfalz, die somit kein Teil des Landkreises ist. Bevölkerungsreichste Kommune ist die Ortsgemeinde Herxheim bei Landau/Pfalz.

## Geographie

### Lage
Der Landkreis leitet seinen Namen von der ersten Touristenroute in Deutschland ab, der Deutschen Weinstraße, deren Südhälfte von Süd nach Nord durch den Landkreis führt. Dieser hat Anteil an der pfälzischen Rheinebene im Osten und am Pfälzerwald im Westen. Größte Fließgewässer sind die Queich und – nahe der Grenze zu Frankreich – die Lauter, die am Oberlauf Wieslauter genannt wird.

### Nachbarkreise
Der Landkreis grenzt im Uhrzeigersinn im Westen beginnend an den Landkreis Südwestpfalz, an eine Exklave der kreisfreien Stadt Landau in der Pfalz, an den Landkreis Bad Dürkheim, an die kreisfreie Stadt Neustadt an der Weinstraße und an die Landkreise Rhein-Pfalz-Kreis und Germersheim. Im Süden grenzt er an das französische Département Bas-Rhin.

## Geschichte
Das Gebiet des heutigen Kreises gehörte ab 1816 zu Bayern, aufgeteilt in die Bezirke Bergzabern und Landau, aus denen später Landkreise hervorgingen. Nach dem Zweiten Weltkrieg wurden die beiden Landkreise Bergzabern und Landau 1946 Bestandteil des Landes Rheinland-Pfalz und gehörten zunächst zum Regierungsbezirk Pfalz.
Der Landkreis Landau-Bad Bergzabern entstand im Rahmen der Kreisreform am 7. Juni 1969. Er wurde zusammengesetzt aus dem Kreis Bergzabern ohne die Gemeinden Darstein, Dimbach, Lug, Schwanheim, Spirkelbach und Wilgartswiesen, die zum Landkreis Pirmasens, heute Südwestpfalz kamen, sowie dem Kreis Landau bis auf die Gemeinde Diedesfeld, die nach Neustadt an der Weinstraße eingemeindet wurde.
Am 22. April 1972 wurden die sechs Gemeinden Arzheim, Dammheim, Godramstein, Mörzheim, Nußdorf und Wollmesheim in die kreisfreie Stadt Landau in der Pfalz eingegliedert. Am 16. März 1974 kam Hayna aus dem Landkreis Germersheim hinzu und wurde Ortsteil der Gemeinde Herxheim. Am 1. Januar 1978 wurde der Landkreis in „Landkreis Südliche Weinstraße“ umbenannt.

### Einwohnerstatistik

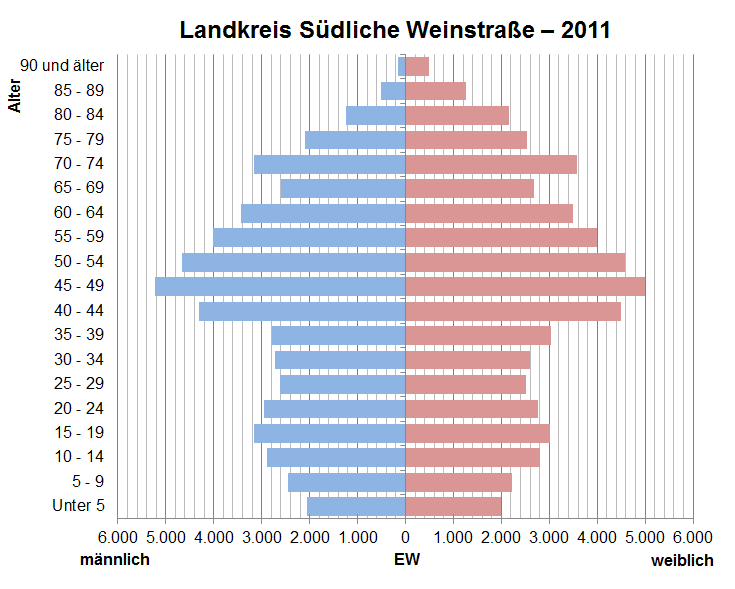
Bevölkerungspyramide für den Kreis Südliche Weinstraße (Datenquelle: Zensus 2011)

| Jahr | Einwohner | Quelle |
| ---- | --------- | ------ |
| 1970 | 104.400   | [ 4 ]  |
| 1980 | 95.200    | [ 5 ]  |
| 1990 | 101.600   | [ 6 ]  |
| 2000 | 109.400   | [ 7 ]  |
| 2010 | 109.002   |        |
| 2020 | 111.969   | [ 8 ]  |

### Konfessionsstatistik
Gemäß dem Zensus 2011 waren 45,2 % der Einwohner römisch-katholisch und 34,6 % evangelisch; 20,2 % waren konfessionslos, gehörten einer anderen Glaubensgemeinschaft an oder machten keine Angabe. Der Anteil der Protestanten und Katholiken an der Gesamtbevölkerung ist seitdem jährlich um 1 Prozentpunkt gesunken. Gemäß dem Zensus 2022 waren im Jahr 2022 37,0 % der Einwohner katholisch, 28,7 % evangelisch, und 34,3 % waren konfessionslos, gehörten einer anderen Glaubensgemeinschaft an oder machten keine Angabe.
Ende Mai 2025 waren von den Einwohnern 33,6 % katholisch und 26,4 % evangelisch; 40,0 % waren konfessionslos oder gehörten einer anderen Glaubensgemeinschaft an.

## Politik

### Kreistag
Der Kreistag des Landkreises Südliche Weinstraße besteht aus 42 in einer personalisierten Verhältniswahl gewählten Kreistagsmitgliedern und dem Landrat als Vorsitzendem.
Wegen der Besonderheiten des rheinland-pfälzischen Wahlsystems bei den Kommunalwahlen (personalisierte Verhältniswahl) sind die angegebenen prozentualen Stimmanteile als gewichtete Ergebnisse ausgewiesen, die das Wahlverhalten nur rechnerisch wiedergeben.
Die Kreistagswahl am 9. Juni 2024 hatte folgendes Ergebnis:
| Parteien und Wählergruppen | % 2024 | Sitze 2019 | % 2019 | Sitze 2019 | % 2014 | Sitze 2014 |
| -------------------------- | ------ | ---------- | ------ | ---------- | ------ | ---------- |
| CDU                        | 31,8   | 13         | 31,6   | 13         | 37,6   | 16         |
| SPD                        | 19,8   | 8          | 21,0   | 9          | 27,5   | 12         |
| FWG                        | 18,5   | 8          | 13,8   | 6          | 13,1   | 5          |
| AfD                        | 14,7   | 6          | 9,5    | 4          | 5,2    | 2          |
| B90/Grüne                  | 11,3   | 5          | 15,6   | 7          | 9,8    | 4          |
| FDP                        | 3,7    | 2          | 5,7    | 2          | 4,2    | 2          |
| Linke                      | –      | –          | 2,8    | 1          | 2,7    | 1          |
| Gesamt                     | 100,0  | 42         | 100,0  | 42         | 100,0  | 42         |
| Wahlbeteiligung in %       | 69,3   | 69,3       | 68,9   | 68,9       | 62,4   | 62,4       |

### Landräte
- 1969–198200Gerhard Schwetje (CDU)
- 1982–198800Walter Link (CDU)
- 1988–199700Gerhard Weber (CDU)
- 1997–201700Theresia Riedmaier (SPD)
- seit 1. Oktober 201700Dietmar Seefeldt (CDU)

Dietmar Seefeldt setzte sich bei der Direktwahl am 11. Juni 2017 mit einem Stimmenanteil von 50,12 % knapp gegen zwei Mitbewerber durch.

### Wappen und Flagge

Hissflagge
Banner

Der Landkreis Südliche Weinstraße führt ein Wappen sowie eine Flagge.
| Wappen des Landkreises Südliche Weinstraße | Blasonierung: „Durch einen silbernen Schräglinksbalken geteilt: oben in Schwarz ein linksgewendeter, rot bewehrter goldener Löwe, unten in Blau ein silbernes Kreuz, beseitet von je einer goldenen gestielten Weintraube mit Blatt; im ganzen belegt mit einem roten Herzschild, darin eine goldene Kaiserkrone.“ |
| Wappen des Landkreises Südliche Weinstraße | Wappenbegründung: Die Weintrauben symbolisieren die Deutsche Weinstraße, die dem Landkreis seinen Namen gab. Der Pfälzer Löwe steht für die Kurfürsten von der Pfalz und das Kreuz für das Hochstift Speyer. Die Kaiserkrone verweist auf die Reichsburg Trifels, die sich im Kreisgebiet befindet und auf der im Mittelalter zeitweise die Reichsinsignien verwahrt wurden. Das Wappen wurde am 24. Juni 1970 verliehen. |

## Sehenswürdigkeiten

### Burgen, Schlösser, Bauten (Auswahl)
- Reichsburg Trifels bei Annweiler
- Wehrkirche St. Martin mit befestigtem Friedhof sowie Renaissance-Rathaus von 1592 in Dörrenbach
- Villa Ludwigshöhe, ehemaliges Sommerschloss von König Ludwig I. von Bayern bei Edenkoben
- Rietburgbahn, Sessellift zur Rietburg bei Edenkoben
- Madenburg bei Eschbach
- Burg Landeck bei Klingenmünster
- Slevogthof Neukastel bei Leinsweiler
- Wild- und Wanderpark Südliche Weinstraße bei Silz
- Burg Lindelbrunn bei Vorderweidenthal
- Kropsburg bei Sankt Martin
- Burg Neuscharfeneck bei Dernbach
- Burgruine Ramburg bei Ramberg
- Deutsches Weintor bei Schweigen-Rechtenbach

### Ausflugstipps (Auswahl)
- Deutsche Weinstraße
- Südpfalz-Therme in Bad Bergzabern[14]
- Storchenzentrum in Bornheim
- Rietburgbahn in Edenkoben
- Walddusche bei Gleisweiler
- Wild- und Wanderpark in Silz
- Kakteenland in Steinfeld[15]

## Wirtschaft und Infrastruktur

### Wirtschaft
Größere Industrieanlagen sind selten. Im Osten sind weite Teile des Landkreises vom Weinbau geprägt, daneben gewinnt dort der Tourismus immer mehr an Bedeutung. Auch für die Waldgebiete im Westen, die etwa 43 Prozent der Landkreisfläche ausmachen und früher in erster Linie der Forstwirtschaft dienten, ist mittlerweile der Fremdenverkehr die wichtigste Erwerbsquelle.
Im Zukunftsatlas 2016 belegte der Landkreis Südliche Weinstraße Platz 234 von 402 Landkreisen, Kommunalverbänden und kreisfreien Städten in Deutschland und zählt damit zu den Regionen mit „ausgeglichenem Chancen-Risiko Mix“ für die Zukunft.

### Verkehr
Straßenverkehr
Durch das Kreisgebiet führen 14 km der Bundesautobahn 65 (Karlsruhe–Ludwigshafen am Rhein). Ferner wird das Kreisgebiet von mehreren Bundesstraßen und Kreisstraßen erschlossen, darunter B 10, B 38, B 48 und B 427.
Schienenverkehr
Am Rand der Oberrheinischen Tiefebene eröffnete die Pfälzische Maximiliansbahn-Gesellschaft 1855 die Strecke Neustadt–Landau–Winden–Weißenburg (Elsass), die mit Maikammer-Kirrweiler, Edenkoben, Edesheim (Pfalz), Knöringen-Essingen, Insheim, Rohrbach (Pfalz), Steinfeld (Pfalz), Kapsweyer und Schweighofen insgesamt neun Unterwegsstationen im Kreisgebiet besitzt. Von ihr zweigte 1870 die Bahnstrecke Winden–Bad Bergzabern ab, die neben Bad Bergzabern auch Barbelroth sowie Kapellen-Drusweiler ans Schienennetz anbindet. 1872 folgte als Querverbindung die Bahnstrecke Germersheim–Landau über Dreihof und Hochstadt. Die Pfälzische Ludwigsbahn-Gesellschaft führte 1874 die Strecke von Landau zunächst nach Annweiler und ein Jahr später durch den Pfälzerwald in Richtung Zweibrücken; weitere Unterwegshalte im Kreisgebiet sind Siebeldingen-Birkweiler, Albersweiler, Annweiler-Sarnstall und Rinnthal. Weitere kurze Stichbahnen der Pfälzischen Maximiliansbahn folgten 1892 von Rohrbach-Steinweiler über Billigheim-Ingenheim und Heuchelheim-Klingen nach Klingenmünster (Klingbachtalbahn) und 1898 von Landau über Offenbach an der Queich nach Herxheim (Bahnstrecke Landau–Herxheim). Nach der Gründung der Pfalzbahn kam noch 1905 die Schmalspurbahn Speyer–Neustadt hinzu, die im Kreis nur die Station Gommersheim bediente.
Die Ortschaften an der Weinstraße zwischen Neustadt und Landau wurden ab 1911/1912 von der Deutschen Eisenbahn-Gesellschaft durch eine meterspurige elektrische Straßenbahn, die Pfälzer Oberlandbahn, bedient, die ab 1936 noch eine Zweiglinie vom Betriebsbahnhof Edenkoben zur Villa Ludwigshöhe erhielt. Die Pfälzer Oberlandbahn wurde 1953/55 als erste Bahn (im Kreis 20 km) stillgelegt:
1953: Edenkoben–Landau Bhf =M= 12 km und Edenkoben–Villa Ludwigshöhe =M= 2 km
1955: (Neustadt Bhf–) Maikammer–Edenkoben =M= 6 km
In der Folgezeit wurden weitere 46 km aus dem früher 92 km umfassenden Eisenbahnnetz stillgelegt:
1956: (Speyer Lbf–) Gommersheim (–Neustadt Lbf) =M= 2 km
1957: Rohrbach-Steinweiler–Klingenmünster 10 km
1976: (Winden–) Steinfeld–Schweighofen (–Weißenburg) 6 km (1. März 1997 reaktiviert)
1981: (Winden–) Barbelroth–Bad Bergzabern 8 km (4. September 1995 reaktiviert)
1983: Landau Hbf–Mörlheim–Offenbach–Herxheim 11 km
1984: Landau Hbf–Dammheim–Hochstadt (–Germersheim) 9 km
Heute (Stand 2023) verkehren im Kreisgebiet folgende Linien des Schienenpersonennahverkehrs, die alle an Werktagen tagsüber einmal in der Stunde fahren (außer RB 56):
- RE 6: Neustadt Hbf – (Edenkoben –) Landau Hbf – Winden – Wörth – Karlsruhe Hbf
- RB 51: Neustadt Hbf – Edenkoben –Landau Hbf – Winden – Wörth – Karlsruhe Hbf
- RB 53: Neustadt Hbf – Edenkoben – Landau Hbf – Winden – Wissembourg
- RB 54: Winden – Bad Bergzabern
- RB 55: Landau Hbf – Annweiler am Trifels – Hinterweidenthal Ost – Pirmasens Nord – Pirmasens Hbf
- RB 56: Neustadt Hbf/Karlsruhe Hbf – Landau Hbf – Annweiler am Trifels – Hinterweidenthal Ost – Bundenthal-Rumbach (nur mittwochs und am Wochenende im Sommer)

Öffentlicher Personennahverkehr
Der Landkreis ist Mitglied des Verkehrsverbundes Rhein-Neckar (VRN) sowie des Karlsruher Verkehrsverbundes (KVV).

## Städte und Gemeinden
(Einwohner am 31. Dezember 2023)
Verbandsgemeinden mit ihren verbandsangehörigen Gemeinden:
(Sitz der Verbandsgemeinde *)
- 1. Verbandsgemeinde Annweiler am Trifels

1. Albersweiler (1976)
2. Annweiler am Trifels, Stadt * (7249)
3. Dernbach (440)
4. Eußerthal (885)
5. Gossersweiler-Stein (1434)
6. Münchweiler am Klingbach (214)
7. Ramberg (978)
8. Rinnthal (694)
9. Silz (712)
10. Völkersweiler (561)
11. Waldhambach (375)
12. Waldrohrbach (440)
13. Wernersberg (1110)

- 2. Verbandsgemeinde Bad Bergzabern

1. Bad Bergzabern, Stadt * (8786)
2. Barbelroth (667)
3. Birkenhördt (659)
4. Böllenborn (227)
5. Dierbach (553)
6. Dörrenbach (913)
7. Gleiszellen-Gleishorbach (791)
8. Hergersweiler (231)
9. Kapellen-Drusweiler (992)
10. Kapsweyer (899)
11. Klingenmünster (2323)
12. Niederhorbach (475)
13. Niederotterbach (352)
14. Oberhausen (450)
15. Oberotterbach (1154)
16. Oberschlettenbach (142)
17. Pleisweiler-Oberhofen (833)
18. Schweigen-Rechtenbach (1359)
19. Schweighofen (591)
20. Steinfeld (1909)
21. Vorderweidenthal (626)

- 3. Verbandsgemeinde Edenkoben

1. Altdorf (921)
2. Böbingen (770)
3. Burrweiler (763)
4. Edenkoben, Stadt * (6838)
5. Edesheim (2451)
6. Flemlingen (395)
7. Freimersheim (Pfalz) (1011)
8. Gleisweiler (605)
9. Gommersheim (1537)
10. Großfischlingen (616)
11. Hainfeld (895)
12. Kleinfischlingen (319)
13. Rhodt unter Rietburg (1133)
14. Roschbach (874)
15. Venningen (893)
16. Weyher in der Pfalz (540)

- 4. Verbandsgemeinde Herxheim

1. Herxheim bei Landau/Pfalz * (10.954)
2. Herxheimweyher (581)
3. Insheim (2187)
4. Rohrbach (1814)

- 5. Verbandsgemeinde Landau-Land
[Sitz: Landau in der Pfalz]

1. Billigheim-Ingenheim (3831)
2. Birkweiler (724)
3. Böchingen (726)
4. Eschbach (633)
5. Frankweiler (877)
6. Göcklingen (879)
7. Heuchelheim-Klingen (806)
8. Ilbesheim bei Landau in der Pfalz (1146)
9. Impflingen (963)
10. Knöringen (443)
11. Leinsweiler (519)
12. Ranschbach (623)
13. Siebeldingen (1049)
14. Walsheim (628)

- 6. Verbandsgemeinde Maikammer

1. Kirrweiler (Pfalz) (2005)
2. Maikammer * (4469)
3. Sankt Martin (1676)

- 7. Verbandsgemeinde Offenbach an der Queich

1. Bornheim (1507)
2. Essingen (2271)
3. Hochstadt (Pfalz) (2708)
4. Offenbach an der Queich * (6314)

Ehemalige Gemeinden
Die folgenden Gemeinden verloren seit 1969 ihre Eigenständigkeit:
- Arzheim, am 22. April 1972 zu Landau
- Blankenborn, am 20. März 1971 zu Bad Bergzabern
- Dammheim, am 22. April 1972 zu Landau
- Godramstein, am 22. April 1972 zu Landau
- Gossersweiler, am 1. März 1970 zu Gossersweiler-Stein
- Gräfenhausen, am 10. Juni 1979 zu Annweiler
- Mörzheim, am 22. April 1972 zu Landau
- Nußdorf, am 22. April 1972 zu Landau
- Queichhambach, am 22. April 1972 zu Annweiler
- Stein, am 1. März 1970 zu Gossersweiler-Stein
- Wollmesheim, am 22. April 1972 zu Landau

Siehe auch
- Listen zu dem Begriff „Gebietsveränderungen“ siehe Gebietsreformen in Rheinland-Pfalz
- Gemeinden und Gemeindeteile: Liste der Orte im Landkreis Südliche Weinstraße

## Ehrenbürger
Gerhard Schwetje (1936–2020), Landrat, erster Ehrenbürger des Kreises, ernannt 2011.

## Kfz-Kennzeichen
Bei der Bildung des neuen Landkreises wurde zunächst das am 1. Juli 1956 für den Landkreis Landau in der Pfalz eingeführte Unterscheidungszeichen LD zugeteilt. Dieses wurde am 12. Februar 1979 vom neuen bis heute gültigen Unterscheidungszeichen SÜW abgelöst.